# Patinação de velocidade nos Jogos Pan-Americanos de 2019 - 10000 m eliminação feminino
A competição dos 10000 m eliminação feminino da patinação de velocidade sobre rodas nos Jogos Pan-Americanos de 2019 foi disputada por onze patinadoras na Pista de Patinação em Costa Verde, Lima, no dia 10 de agosto. 

## Calendário
Horário local (UTC-5).
| Data         | Horário | Fase  |
| ------------ | ------- | ----- |
| 10 de agosto | 13:30   | Final |

## Medalhistas
| Ouro   | COL Johana Mondragón |
| Prata  | CHI Javiera Pendavis |
| Bronze | USA Kelsey Helman    |

## Resultados
| Pos.              | Patinador           | Nacionalidade      | Tempo     |
| ----------------- | ------------------- | ------------------ | --------- |
| Medalha de ouro   | Johana Mondragón    | COL Colômbia       | 19:31.691 |
| Medalha de prata  | Javiera Pendavis    | CHI Chile          | 19:34.253 |
| Medalha de bronze | Kelsey Helman       | USA Estados Unidos | 19:35.411 |
| 4                 | Gabriela Sarmiento  | ECU Equador        | EL (49)   |
| 5                 | Rocío Berbel        | ARG Argentina      | EL (44)   |
| 6                 | Angélica García     | GUA Guatemala      | EL (39)   |
| 7                 | Angy Valera         | VEN Venezuela      | EL (34)   |
| 8                 | Amanda Casadelvalle | CUB Cuba           | EL (29)   |
| 9                 | Valeria Ramírez     | MEX México         | EL (24)   |
| 10                | Elizabeth Guzmán    | ESA El Salvador    | EL (19)   |
| 11                | Jessica Estevez     | PER Peru           | DNS       |